# Паранук Мурат Саліхович
Паранук Мурат Саліхович (5 травня 1912 — 4 липня 1970) — адигейський (радянський) поет, автор першої адигейської поеми.

## Біографія
Народився в аулі Пчегатлукай Кубанської області (нині Теучезький район Республіки Адигея).
- У 1930—1933 роках навчався в Краснодарському педагогічному інституті.
- 1941—1945 рр. — добровольцем пішов на війну, повернувся з орденами і медалями.

Написав і видав у 1931 році першу Адигейську поему «Ураза» (антирелігійного характеру).
У 1934 році написав поему «Будь пильним» (про будівництво колгоспного життя).
Автор ліричних збірок «Вірші» (1940), «Вірші і поеми» (1950), «Пісня щасливих» (1955), «Голос серця» (1961), «Мирний ранок» (1966), «Думи» (1968), в яких створені живі образи сучасників.
Багато його віршів стали народними піснями, він автор книг для дітей, перевів адигейською мовою твори О. С. Пушкіна, М. О. Некрасова, К. Хетагурова та ін.